# 北海道中央バス千歳営業所

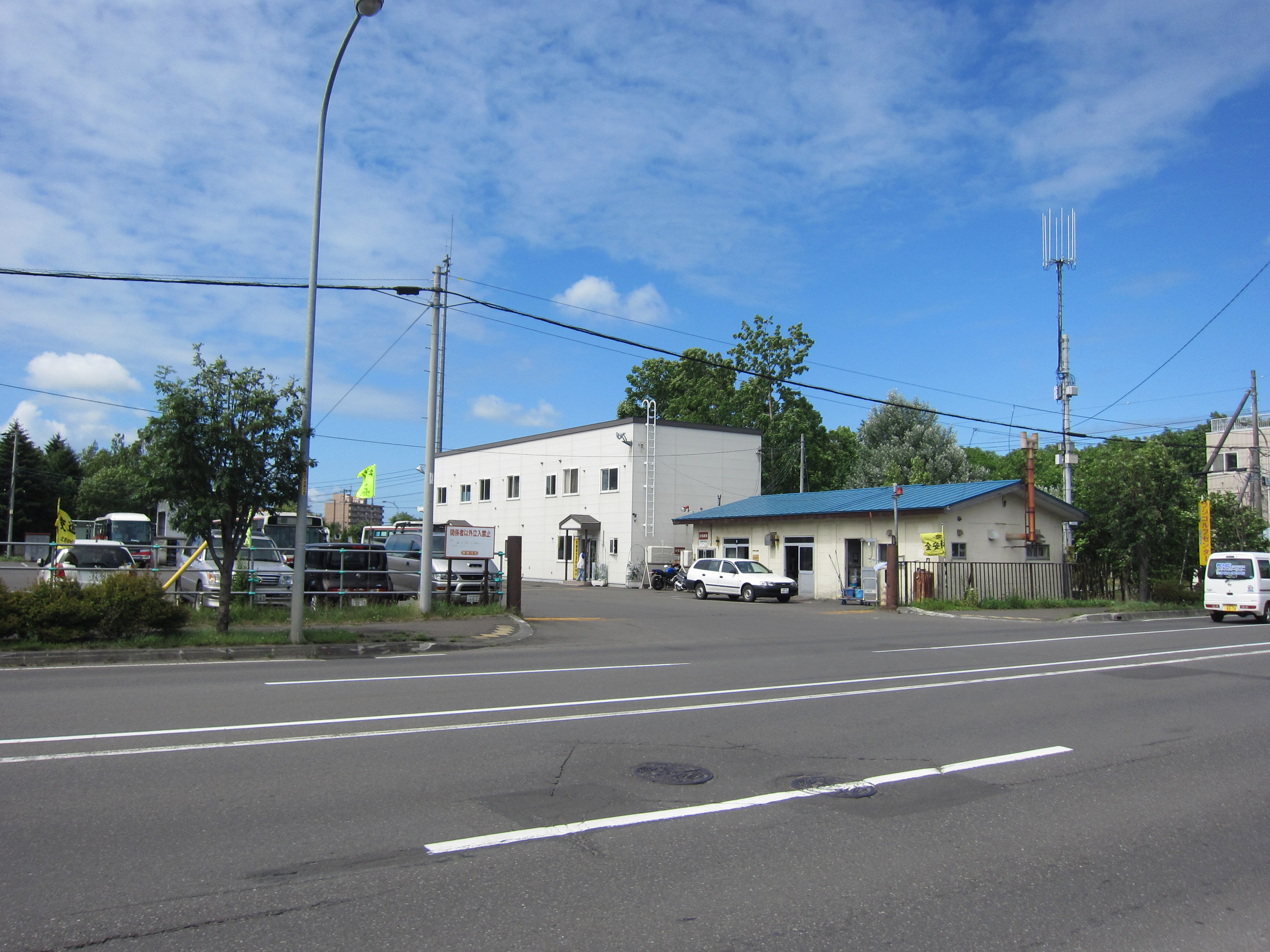
北海道中央バス 千歳営業所

北海道中央バス千歳営業所（ほっかいどうちゅうおうバスちとせえいぎょうしょ）は、北海道中央バス（中央バス）が北海道千歳市青葉2丁目16に設置する、バス事業部（旧・札幌事業部）に属する営業所である。最寄停留所は「青葉ヶ丘南」および「朝日町7丁目」。乗車券発売は定期乗車券の予約取次のみ行う。

## 歴史
1947年（昭和22年）9月1日に千歳町本町2丁目に開設。1959年（昭和34年）12月8日にバス乗り場を併設したターミナル施設を新築した。
2004年（平成16年）4月1日、JR千歳駅西口ターミナルビル「ペウレ千歳」（現：千歳ステーションプラザ）オープンにより、千歳ターミナルを廃止し千歳駅前を基点とするなどの大幅改編が行われた。千歳ターミナル付近の路上には「本町2丁目・ホテル日航前」停留所が置かれた（現・「本町2丁目」）。ターミナル廃止後も営業所機能は存置されたが、同年8月1日に千歳車庫が置かれる現在地に移転した。
2007年（平成19年）4月1日より一部路線を短絡・整理の上、札幌第一観光バスへ運行管理を委託する。

## 現行路線
主に千歳市内・郊外の一般路線を担当する。下記の他、他営業所が主担当の路線を運行する場合や、下記路線を他営業所が運行する場合がある。
2016年（平成28年）10月1日より、中央バス千歳営業所（千歳線を除く）、千歳相互観光バス（道南バス参入を含む）、あつまバス（新千歳空港 - 千歳駅前のみ）の千歳市内一般路線にて大幅な再編が行われている。運賃についても千歳駅前または市民病院でバスを乗り継ぐ際の割引適用や、約1.3 km以内の短距離の実施運賃を100円（2024年（令和6年）12月1日より150円）とするなど、千歳市独自の施策が適用される。
「千歳駅前」乗り場の詳細は千歳ステーションプラザを参照。
2025年（令和7年）4月1日現在。

### 新千歳空港発着路線

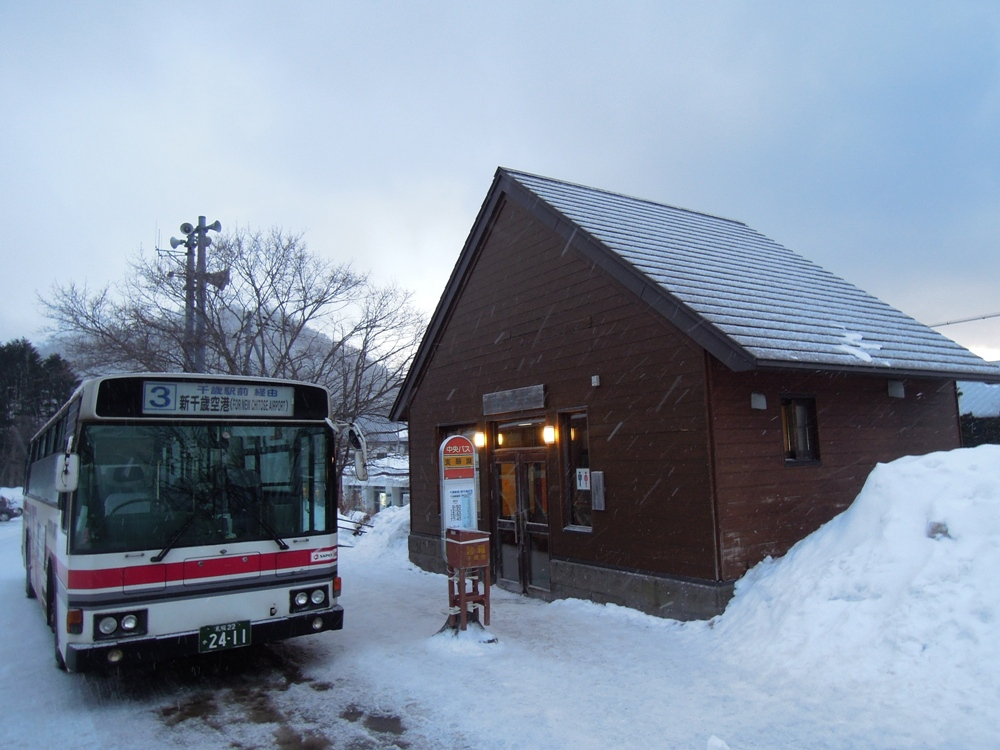
「支笏湖」バス停に停車中の支笏湖線のバス（当時の系統番号は「3」） 2014年2月

新千歳空港 - 千歳駅前間「新千歳空港 - エアカーゴ前 - 南千歳駅 - 朝日町7丁目 - 千歳駅前」共通経路。
他営業所が担当する下記以外の新千歳空港発着路線（空港連絡バス）については、千歳線 (北海道中央バス)#新千歳空港連絡バスを参照。

#### 空港市内線
- 空6：新千歳空港 - 千歳駅前 - もりもと本店前 - 仲の橋通 - 市役所前 - 本町2丁目
  - 2016年（平成28年）10月1日、系統番号を6から変更。

#### 新星空港線
- 空5：新千歳空港 - 千歳駅前 - （空4・空6と同経路） - 本町2丁目 - 錦町十字街 - 大和団地入口 - 新星
  - 2000年（平成12年）4月1日、起点を千歳ターミナルから新千歳空港に延長。
  - 2001年（平成13年）12月1日、終点を土木現業所から新星に延長。
  - 2016年（平成28年）10月1日、系統番号を5から変更。
  - 2022年（令和4年）、路線名を大和線から変更[8]。

#### 支笏湖線（千歳空港支笏湖線）
- 空4：新千歳空港 - 千歳駅前 - （空5・空6と同経路） - 本町2丁目 - 錦町十字街 - 大和団地入口 - 新星 - 千歳桂病院 - 東烏柵舞 - 第一発電所 - スキー場入口 - 支笏湖
  - 北海道鉄道が1937年（昭和12年）より千歳駅前 - 支笏湖間を運行。1942年（昭和17年）10月12日に発表された北海道における旅客自動車運輸事業統合要綱により同社のバス事業を譲受し中央バスの路線となった[9][10][11]。
  - 2016年（平成28年）10月1日、系統番号を3から変更。

#### 桜木空港線
- 空1・空2：新千歳空港←千歳駅前 - 千歳高校 - （1・直2と同経路） - 千歳駅前→新千歳空港
  - 空1は千歳駅前より千歳高校先回りで千歳駅前まで循環後、空2は千歳駅前より北栄団地先回りで千歳駅前まで循環後、新千歳空港へ向かう。循環区間は桜木線（空1は1、空2は直2）と概ね同経路。
  - 2002年（平成14年）12月1日、工業団地線（第2工業団地・信濃町・9線中通→千歳ターミナル→新千歳空港）の始発をすべて長都駅東口に変更、千歳ターミナル経由から千歳駅前経由に変更。
  - 2004年（平成16年）4月1日、工業団地線の起点を千歳駅前まで延長し、「長都・空港線」（8系統）に改称。
  - 2016年（平成28年）10月1日、長都空港線（8系統）の経路変更により桜木空港線を新設。
  - 2024年（令和6年）4月1日、空1の一部経路を変更[12]。

#### みどり台空港線
- 空3：新千歳空港←千歳駅前←（3と同経路）←みどり台北2丁目
  - 2004年（平成16年）4月1日、桜木・空港線（7系統、千歳駅前→桜木1丁目→長都駅東口→千歳駅前→新千歳空港。2016年10月1日以降の空1・空2系統とは異なる）を新設。
  - 2016年（平成28年）10月1日、桜木・空港線の廃止に伴いみどり台線を新設。

### その他千歳市内・郊外線

#### 桜木線
- 1・直1・2・直2：千歳駅前 - 市役所前 - 仲の橋通 - 千歳高校 - 北部隊前 - 桜木小学校 - 桜木5丁目 - 開発局前 - （ホーマック富士店 - 市民病院 - 新富2丁目） - 尾谷内科 - 北栄2丁目 - イオン千歳店 - 千歳駅前
  - 1は市役所前先回り循環線。直1は市役所前経由桜木5丁目行。2は北栄団地先回り循環線。直2は北栄団地先回りで（括弧内）を経由せず、信濃2丁目経由で直行する循環線または桜木5丁目行。
  - 一部便は新千歳空港行で運行。上節「空1・空2 桜木空港線」参照。
  - 2000年（平成12年）4月1日、桜木線（千歳ターミナル - 桜木4）と富丘線（千歳ターミナル - 長都駅前）を統合し、桜木・長都線（1系統・2系統）を新設。
  - 2016年（平成28年）10月1日、桜木・長都線（1系統・2系統）の市民病院 - 桜木1丁目間を長都駅経由から富士3丁目・自由ヶ丘1丁目経由に変更のうえ一部経路変更により、桜木線を新設。

#### みどり台線
- 3：千歳駅前 - イオン千歳店 - 北栄2丁目 - 富丘中央 - 市民病院 - 北陽高校 - 北陽4丁目 - 長都駅東口 - ゴセン川 - みどり台北2丁目
  - 千歳駅前→長都駅東口の区間便あり。一部便は新千歳空港行で運行。上節「空3 みどり台空港線」参照。
  - 1950年（昭和25年）5月6日、長都線（千歳駅 - 長都小学校 - 西島松）免許[13]。
  - 2000年（平成12年）4月1日、富丘線（千歳ターミナル - 長都駅前）と桜木線（千歳ターミナル - 桜木4）とを統合し、桜木・長都線（1系統・2系統）を新設。同時に長都線（千歳ターミナル - 長都駅東口 - 長都小学校 - 島松駅前）廃止。
  - 2016年（平成28年）10月1日、桜木・長都線（1系統・2系統）の廃止に伴いみどり台線を新設。

#### 東部隊線
- 20・直20：千歳駅前 - 朝日町7丁目 - 青葉ヶ丘 - 千歳脳神経外科 - 梅ヶ丘1丁目 - （祝梅小学校 - 寿3丁目） - 温水プール前 - 寿1丁目 - 水道前 - 東千歳駐屯地
  - 千歳駅前←寿1丁目の区間便あり。直20は（括弧内）を経由せず、北洋銀行祝梅支店経由で直行する。
  - 1955年（昭和30年）8月20日、朝日町7丁目 - 東千歳間免許[14]。
  - 2007年（平成19年）4月1日、20系統（東千歳駐屯地発便）のうち夜間の便を21系統（現・直20系統）に振り替え。それ以前は、21系統は千歳駅発のみ設定されていた。
  - 2016年（平成28年）10月1日
    - 従来の21系統の系統番号は「直20系統」に変更。
    - 一部の便において、東雲町5丁目 - 千歳脳神経外科の間を青葉1丁目・青葉4丁目経由に変更、21系統・直21系統とする。
    - 路線名を「東千歳線」から改称。

  - 2024年（令和6年）4月1日、21・直21を廃止[12]。

#### 稲穂団地線
- 22：千歳駅前 - うたり団地 - 北星病院 - 清流3丁目 - 総合武道館前 - 市民病院
  - 2001年（平成13年）12月1日、「千歳ターミナル - 清流7丁目」系統の終点を清流2丁目（現・清流3丁目）に延長。「千歳ターミナル - 清流7丁目 - 総合武道館前」系統も旧清流2丁目経由に変更。
  - 2002年（平成14年）12月1日、起点を千歳ターミナルから千歳駅前に短縮、全便の終点を市民病院まで延長。
  - 2004年（平成16年）4月1日、終点を千歳駅前まで延長（循環路線化）。
  - 2009年（平成21年）12月1日、千歳駅前の乗り場を以前の東口の7番から西口の2番に変更。
  - 2024年（令和6年）4月1日、市民病院 - 北光3丁目 - 北栄2丁目 - 千歳駅前間（新富3丁目先回りの23）を廃止し、千歳駅前 - 北星病院 - 市民病院間の往復運行とする[12]。

#### 千歳線
- 福住駅（福住バスターミナル） - 里塚中央 - 大曲 - 茂漁/北恵庭駐屯地 - 恵庭駅通 - 千歳駅前

## 主な休廃止路線
盤尻線
- 千歳ターミナル - 恵庭駅 - 茂漁 - 柏小学校 - 盤尻[15]
  - 1957年（昭和32年）4月22日、茂漁 - 盤尻間免許[14]。1971年（昭和46年）5月1日、恵庭駅 - 恵庭駅通間および柏小学校 - 盤尻間廃止[16]。

千歳三川線
- 千歳ターミナル - 幌内農協 - 三川駅[15]
  - 1949年（昭和24年）4月22日、千歳駅 - 三川駅間免許[13]。1981年（昭和56年）12月1日、幌内農協 - 三川小学校間廃止[16]。

ウトナイ線
- 千歳ターミナル - ウトナイ遊園地[15]

モーラップ線
- 支笏湖ターミナル - モーラップ[15]

ポロピナイ線
- 支笏湖ターミナル - 恵庭岳登山口[15]

千歳市循環型コミュニティバス（ビーバス）
- 30（Aコース）：千歳駅前→市民病院→北洋銀行祝梅支店前→千歳駅前→北栄団地前→市役所前→千歳駅前
  - 2002年（平成14年）9月2日新設、2016年（平成28年）10月1日廃止。

新千歳空港 - 夕張 スキーバス
- 千歳駅前・新千歳空港 - 由仁東栄・本社ターミナル・マウントレースイ・ゆうばりホテルシューパロ（夕張鉄道と共同運行）
  - 2016 - 2017年シーズンを最後に運行されていない[17][18]。

千歳ニセコ線（夏期）
- 新千歳空港・千歳駅前 - ルスツリゾート・ニセコビュープラザ・本通り・いこいの湯宿いろは・ニセコ東山ペンションビレッジ・ひらふウェルカムセンター
  - ニセコバスと共同運行する定期観光バス。SAPICA等のICカード乗車券は使用できない。7月1日から8月31日まで運行されていたが、2011年（平成23年）以降は7月下旬もしくは8月から概ね2か月半程度の期間に拡大。モーラップ、苔の洞門、藤山は2016年（平成28年）より通過となった[19][20]。2020年（令和2年）と2021年（令和3年）は運休の告知があったが[21][22]、以降も設定されていない。

桜木長都線（実証実験）
- 長24・長25：自由ヶ丘1丁目 - 自由ヶ丘7線 - 桜木小学校 - 桜木5丁目 - 桜木1丁目 - 長都駅西口 - アークス長都店
  - 千歳駅 - 桜木 - 長都 - 千歳駅の旧・桜木長都線が、2016年（平成28年）10月1日の再編で千歳駅から1・2 桜木方面と3 長都方面それぞれの運行に改められ、桜木 - 長都間を直通する系統は無くなった。桜木方面より長都駅を利用する通勤通学客、長都駅周辺を利用する買い物客から再開要望が根強く、2021年（令和3年）10月に1か月間の試験運行を行ったところ一定の利用が見られたことから、2022年（令和4年）4月1日より1年間再運行。通勤時間帯に運行していた長24 自由ヶ丘1丁目 - 長都駅西口の区間便は2023年（令和5年）4月1日に廃止された[23][8][24]。日中時間帯の長25は運行を継続したが、乗客が減少傾向であることなどから2024年（令和6年）12月1日付で廃止・試験運行終了となった[25]。

## 関連事業所
千歳駅前バス総合案内所
- 千歳市千代田町7丁目[1]

新千歳空港案内所
- 千歳市美々 新千歳空港国内線ターミナルビル1階[1]
  - 札幌第一観光バスへ委託[26]。

支笏湖ターミナル（廃止）
- 千歳市支笏湖番外地[27]
  - 1965年（昭和40年）7月24日[28]に苫小牧市が「支笏湖バスターミナル」を設置。苫小牧市営バスと中央バスの共用ターミナルとなっていた。1993年（平成5年）12月1日付ダイヤ改正で苫小牧市営バス苫小牧駅 - 支笏湖間の路線を中央バスへ譲渡し支笏湖から撤退。施設は1994年（平成6年）3月1日付で売却し中央バス専用となった。2000年（平成12年）9月廃止。